# A201 (België)
De A201 is in combinatie met de N22 een Belgische gewestweg tussen Brussel en de luchthaven Zaventem.
De route bestaat uit een deel (N22) met gelijkvloerse kruisingen en een deel met ongelijkvloerse kruisingen (A201). De gehele route heeft een lengte van ongeveer 9 kilometer, waarvan ongeveer 3,5 kilometer uitgevoerd was als autosnelweg. Het autosnelweggedeelte verloor dat statuut op 15 december 2022 en is sindsdien een autoweg.
De route begint als N22 op de Leopold III-laan op de kruising met de Generaal Wahislaan (R21). Via de Leopold III-laan gaat de weg ter hoogte van het gewezen NAVO-hoofdkwartier ongemerkt over in de A201 en door de NAVO-tunnel. Na de NAVO-tunnel mag de snelheid pas verhoogd worden en heeft de weg een tweetal afritten en het knooppunt Zaventem met de R0. De A201 eindigt bij de aankomst- en vertrekhallen van de luchthaven Brussels Airport, ook al heeft de A201 niet echt een einde maar vormt hij een lus langs de vertrek- en aankomsthal en de parkings van de luchthaven. De laatste 750m is dan ook in beide richtingen geen autoweg meer.
De gehele route heet van begin tot eind Leopold III-laan en bestaat uit 2x2 rijstroken.

## Geschiedenis
De weg werd aanvankelijk aangelegd in 1954 met het wegnummer A0. Voor de kruising met spoorlijn 36 werd een brug gebruikt die door de Duitse bezetters tijdens de Tweede Wereldoorlog was aangelegd als verbinding tussen de luchthaven van Haren en het nieuwe vliegveld van Melsbroek. Bij de kruising met de eerder aangelegde Woluwelaan, waar nu het knooppunt Zaventem ligt, werd een rotonde aangelegd.
In 1974 kreeg de weg het nieuwe nummer A201 en twee jaar later werd het vernieuwde knooppunt Zaventem (een turbineknooppunt) op de R0 in gebruik genomen.

## Toekomst
Vanaf 2024 zal het knooppunt Zaventem volledig heraangelegd worden en zal het huidige knooppunt verdwijnen. Het zal worden vervangen door een single-point urban interchange, wat een primeur is voor België. Hiervoor heeft de volledige A201 het statuut van autosnelweg verloren, het is een zgn. stadsboulevard met statuut autoweg, naar voorbeeld van de stukken autosnelweg binnen het Brussels Hoofdstedelijk Gewest. De snelheid zal ook hier worden verlaagd. Op die manier zou de weg duidelijker en leesbaarder voor het verkeer moeten zijn.

### Luchthaventram en fietssnelweg F201
Daarnaast komt naast de weg ook fietssnelweg F201 tot de luchthaven en worden tramsporen aangelegd voor de Luchthaventram die vanaf de luchthaven tot station Brussel-Noord zal rijden. Hierbij zal de vrijliggende trambaan vanaf de rotonde boven de NAVO-tunnel langs de andere kant (de zuidkant) van de weg lopen.

## Overgang N22-A201
Een echte scheiding tussen de N22 en de A201 is er niet. De kilometerpaaltjes langs de weg laten zien dat de A201 begint bij de ingang van het gewezen hoofdkwartier.